# 흔들리는 마음 (음반)
《흔들리는 마음》(일본어: 揺れる想い 유레루오모이[*])은 일본의 밴드 ZARD의 네 번째 정규 앨범이며, 1993년 7월 10일 발매되었다. (CD: BGCH-1001)
이 앨범은 ZARD가 발표했던 정규 음반들 중에서 가장 많은 판매고를 기록한 최대 히트작이며, 1993년도 오리콘 연간 앨범차트에서 1위를 기록했다. 또한 이전작 《HOLD ME》와 마찬가지로 일본레코드협회의 인정을 총 2회 받았으며, 최종 인정은 1993년 9월의 2밀리언이다. (누적 출하량 2백만 장)

## 수록곡
| #            | 제목                                                                 | 작사          | 작곡                  | 편곡          | 재생 시간 |
| ------------ | -------------------------------------------------------------------- | ------------- | --------------------- | ------------- | --------- |
| 1.           | 〈〈흔들리는 마음〉〉 (揺れる想い 유레루오모이[*])                   | 사카이 이즈미 | 오다 테츠로           | 아카시 마사오 | 4:28      |
| 2.           | 〈〈Season〉〉                                                       | 사카이 이즈미 | 쿠리바야시 세이이치로 | 하야마 타케시 | 4:06      |
| 3.           | 〈〈그대가 없어요 (B-version)〉〉 (君がいない 키미가이나이[*])       | 사카이 이즈미 | 쿠리바야시 세이이치로 | 아카시 마사오 | 3:57      |
| 4.           | 〈〈In my arms tonight〉〉                                           | 사카이 이즈미 | 하루하타 미치야       | 아카시 마사오 | 4:23      |
| 5.           | 〈〈당신을 좋아하지만〉〉 (あなたを好きだけど 아나타오스키다케도[*]) | 사카이 이즈미 | 쿠리바야시 세이이치로 | 아카시 마사오 | 4:27      |
| 6.           | 〈〈지지마세요〉〉 (負けないで 마케나이데[*])                        | 사카이 이즈미 | 오다 테츠로           | 하야마 타케시 | 3:48      |
| 7.           | 〈〈Listen to me〉〉                                                 | 사카이 이즈미 | 카와시마 다리아       | 아카시 마사오 | 3:54      |
| 8.           | 〈〈You and me (and…)〉〉                                            | 사카이 이즈미 | 오다 테츠로           | 하야마 타케시 | 4:36      |
| 9.           | 〈〈I want you〉〉                                                   | 사카이 이즈미 | 쿠리바야시 세이이치로 | 아카시 마사오 | 4:22      |
| 10.          | 〈〈두 사람의 여름〉〉 (二人の夏 후타리노나츠[*])                    | 사카이 이즈미 | 쿠리바야시 세이이치로 | 아카시 마사오 | 4:54      |
| 총 재생 시간 | 총 재생 시간                                                         | 총 재생 시간  | 총 재생 시간          | 총 재생 시간  | 42:55     |

## 크레딧
아래는 《흔들리는 마음》 음반에 적혀있는 내용을 발췌한 것이다:
- 감독: 코마츠 히사시 (小松久, Being)
- 조감독: 야마모토 치에 (山本千絵, Being)
- 녹음 / 믹싱: 노무라 마사유키 (野村昌之, Studio Birdman)
- 보조 엔지니어: 후루카와 이치코 (古川伊知子, Studio Birdman)
- 마스터링: 코이즈미 유카 (小泉由香, ONKIO HAUS)
- 아트 디렉터: 스즈키 켄이치 (鈴木謙一, Being)
- 디자인: 하스이 치호 (蓮井千穂, Being)
- 사진: 호소노 신지 (細野晋司)
- 스타일리스트: 야스이 이치코 (安井いち子, Aim)
- 매니저: 야마모토 카즈오 (池澤公隆, Stardust Promotion)
- 프로모션 스태프: 타카기 신이치 (高木信一, Ading)
- 레이블 매니저: 와타나베 준 (渡辺潤), 무토 요시미 (武藤好美, 이상 B-Gram RECORDS)
- 슈퍼바이저: 나카지마 마사오 (中島正雄, Being)
- 게스트 코러스: 오구로 마키 (大黒摩季, TM Factory [TOSHIBA EMI]), 카와시마 다리아 (川島だりあ, ZAIN Records), 콘도 후사노스케 (近藤房之助, BMG Rooms), 쿠리바야시 세이이치로 (栗林誠一郎, ZYYG)
- Thanks to: 호소노 요시로 (細野義朗, Stardust Promotion)